# Мысовый
Мысовый — упразднённый поселок в Александровск-Сахалинском районе Сахалинской области России. На момент упразднения входил в состав Комсомольского поссовета Широкопадского района. Исключен из учётных данных в 1962 году.

## География
Село располагалось на берегу Татарского пролива, при впадении в него реки Мосия.

## История
Село было основано в 1930 году. Основное занятие с момента поселения — рыбный промысел.
По данным на 1937 год рыбозавод № 64 Моссия входил в состав Най-Найского поссовета Широкопадского района.
В 1947 году село получило название Мысовая — по близком расположению к мысу Мосия.
Упразднен решением Сахалинского облисполкома от 29.12.1962 № 502.

## Население
По данным на 1937 год на рыбзаводе проживало 305 человек.

## Инфраструктура
Развитой инфраструктуры в посёлке не было. Посёлок был построен для рабочих.

### Экономика
Село славилось предприятием находящимся на территории Мысовой — Рыбоперерабатывающим заводом № 64. Изделиями Мысовского комбината славился весь район. К началу 1960-х годов появление и подход лососевых к берегам Сахалина стал сокращаться. Производство на комбинате было признано несостоятельным и рыбозавод был закрыт. Через несколько лет произошло выселение посёлка.